# 悪徒-ACT-
『悪徒-ACT-』（あくと）は、猪原賽原作・横島一作画の漫画。秋田書店の『週刊少年チャンピオン』に2008年第14号から連載され、同社の少年チャンピオンコミックスレーベルによる単行本が刊行されている。2008年8月に第1巻が、2008年10月に第2巻が発売された。秋田書店では2巻収録分以降の単行本は発売されなかったが、2010年にエンターブレインから上下巻で完全版が発売された。

## あらすじ
親友の形見、ACT-タイガーに変身出来るスカジャンを手に入れた高校生の港 陽虎は親友の死の真相を知るべくスカジャンを作り出した組織「更生省」と戦う。

## 登場人物
港 陽虎（みなと あきとら）
主人公。高校一年生だが少年院送りにされたので留年している。元々浜菅高校の生徒だったが、亡き親友・益龍と更生省との関係に関する手がかりを手に入れるため屠塚学園に転校する。親友の益龍から託された虎のスカジャンでACT-タイガーに変身する。名前は度々「ヨーコ」と誤読される。
大倉山 益龍（おおくらやま マスタツ）
陽虎の親友。極楽寺少年院で更生人間に改造されてしまいシャバで陽虎を襲うが、すんでのところで正気を取り戻し、陽虎にスカジャンを託した後に死亡。しかしその亡骸は更生省に回収され更なる改造を受け三つ首竜のスカジャンを纏い、ACT-Gドラゴンとして陽虎の前に再び敵として現れる。
弘明（ヒロアキ）
浜菅高校の生徒で陽虎と同学年。受験に失敗しやむを得ず浜菅高校に入学している。ex-ATCsに浜菅高校を制圧された際、極楽寺少年院に送られる。
藤沢 六会（ふじさわ リクエ）
浜菅高校の生徒で校内一の派閥、藤六会のリーダー。陽虎を子分の仇と思い込むが、真犯人の景牛に襲われている所を陽虎に助けられた。ex-ATCsに浜菅高校を制圧された際、極楽寺少年院に送られる。
安浦 景牛（やすうら ケイギュウ）
更生省から浜菅高校に派遣されたエージェントでex-ATCsの一人。雄牛のスカジャンでACT-ブルに変身する。極楽寺少年院では益龍と同房だった。藤六会メンバーを襲撃したが陽虎に敗れ姿を消す。再調整をうけ他のex-ATCsと共に屠塚学園で陽虎と再戦するが敗北し、ACT-スカルの手により無限更生地獄送りにされる。
反町 高知（そりまち タカチ）
陽虎と同じ日に屠塚学園へ転入した関東反町組の二代目。同じバイク乗りの陽虎を兄弟と呼ぶが、後に変身した陽虎に助けられ、陽虎を兄貴と慕う。威勢がよく男気もあるが、実力が伴っていない。とはいえ金坐座と二人で針塚の部下数人を倒す程度の実力はある模様。屠塚学園でex-ATCsとの戦いでは機転で野火と杏の窮地を救い、更にACT-ジャウズに変身可能な鮫のスカジャンを手に入れる。
金坐座 戸吾嗣（きんざざ トゴシ）
屠塚学園の不良隔離施設、屠塚寮を支配していた一人で金坐座組のボス。倒した相手の金ボタンを奪い集める癖があったが、陽虎に敗れてからは陽虎をボスと認め金ボタンを全て陽虎に譲った。生身の人間だが、手にした物を機関銃のように敵に投げつける投擲術を使う実力者。屠塚学園でex-ATCsと戦った際にACT-アミタバに変身可能な阿弥陀如来のスカジャンを手に入れる。
針塚 杏（はりつか アン）
屠塚寮のもう一人の支配者でニードル・ピア'sのボス。当初は更生省に潜り込む為に陽虎と敵対するが陽虎に敗れ更生省へ潜入する術を失い、後に陽虎と協力し更生省と戦う事を選ぶ。死んだ姉・桃枝から受け継いだ蠍のスカジャンでACT-スコルピオに変身する。一見すると華奢なツインテールの少女だが、れっきとした少年。
野火 昇平（のび ショウヘイ）
屠塚学園の風紀委員長。爆走するバイクを素手で受け止め投げ飛ばす怪力を持つ巨漢。風紀委員ではあるが、屠塚寮内のことについては基本的に手出ししない。屠塚学園にex-ATCs全員が現れた際、覆面を被り「ミスター・ノォサイド」として陽虎達に加勢する。
アザミ
屠塚学園の保険医。常に煙草を咥え色気を振り撒き露出の激しい服装をしているが、相当な腕の持ち主で学校の中で手術まで行う。戦う術は持っていないが、負傷した陽虎達を治療し窮地を救った。
仲鬼戸 霊壱（なかきど レイイチ）
屠塚学園の生徒。陽虎に興味を持ち事ある毎に親密に接してくる。その正体はex-ATCsを影から指揮し髑髏のスカジャンを持つACT-スカルにして極楽寺 空人の息子。陽虎とは本来敵の関係ではあるが、陽虎の才能を評価している節があった。
濱 クリス（はま クリス）
更生省のエリート集団、ex-ATCsの一員。鯉のスカジャンを持ちACT-カープに変身する。益龍に恋愛感情を抱いていたが、益龍が陽虎に殺されスカジャンを奪われたと聞き、陽虎を倒すべく屠塚学園に転入してくる。陽虎と戦う内に陽虎に益龍の面影を感じ、陽虎達とex-ATCsの総力戦の際には最終的に陽虎側に付く。
鶴峰 旭（つるみね アサヒ）
ex-ATCsの一員で恐らくはリーダー格。サングラスをかけその下の瞳には白目が無い。鶴のスカジャンを持ちACT-クランに変身する。屠塚学園での戦いで洗脳が解け、無限更生地獄送りにされたex-ATCsの三人を救う為に陽虎達の仲間になる。
磯 景子（いそ ケイコ）
ex-ATCsの一員。鮫を思わせる鋭い歯を持ち、スカジャンの下に全身タイツを着ている。鮫のスカジャンを羽織りACT-ジャウズに変身する。屠塚学園で陽虎達に敗れた後、ACT-スカルの手により無限更生地獄送りにされる。
長谷 悩斬（はせ ノウザン）
ex-ATCsの一員。数珠を首にかけた恰幅の良い筋肉質の大男。阿弥陀如来のスカジャンでACT-アミタバに変身する。屠塚学園で陽虎達に敗れた後、ACT-スカルの手により無限更生地獄送りにされる。
白楽 蓮（はくらく レン）
ハスキー犬のスカジャンを持ちアラスカジャン1 ACT-ハスキーに変身する。
星川 熊仁（ほしかわ ユウジン）
アラスカジャン2 ACT-ポラベアに変身する。
沼端 久人（ぬまはし ヒサト）
鹿のスカジャンを持ちアラスカジャン3 ACT-エルクに変身する。
安里 泉水（あさと イズミ）
シーサーのスカジャンを持ちACT-シーサー・アに変身する。中央とは夫婦。
安里 中央（あさと アタル）
シーサーのスカジャンを持ちACT-シーサー・ウンに変身する。泉水とは夫婦。
神 武吉（じん ブキチ）
ACT-アウルに変身する。
須賀 猛彦（すが タケヒコ）
ACT-イーグルに変身する。
小柳 満（こやなぎ ミチ）
ACT-マイコに変身する。
桜木 みなり（さくらぎ みなり）
ACT-ライコウに変身する。
桜木 風子（さくらぎ フウコ）
ACT-フウハクに変身する。
極楽寺 空人（ごくらくじ アクト）
霊壱の父であり、日本列島のスカジャンを持ったACT-ジパングでもある。

## ACTスーツ
更生省によって作られた特殊なスーツで動物や物などをモチーフに設計されており、平時はスカジャンとして着用し、ジッパーを上げる事でスカジャンが全身を包み変身する。ただし更生人間は変身の工程を省き体の一部分のみを変身させる事も可能。
更生省の手で改造を施されたエージェント更生人間が使う事を前提に作られた物である為に、更生人間ならば最長で3時間16分の変身が可能だが、生身の人間が変身すると体中が圧迫され3分16秒までしか耐えられず、それ以上着用し続ければ圧死してしまう。また、一度変身が解ければ再変身までに3時間16分のチャージを要する。
ACT-タイガー
虎をモチーフとしたACTスーツ。現在は陽虎が所有しているが、本来は益龍用に作られた特別なACTスーツ。華氏三千六百度（摂氏にすると2000度弱）の熱にも耐える強度を持つ。また、スカジャンがリバーシブルになっておりACT-タイガーから竜のような形態（ACT-ドラゴン）へ更に変身する事も可能。
ACT-タイガー&ドラゴン
ACT-Gドラゴンとなった益龍との戦いで、クリスから託された鯉のスカジャンを重ね着して変身した形態。ACT-タイガーとACT-ドラゴンの両方を複合させた外見をしている。
ACT-ブル
雄牛をモチーフとしたACTスーツ。着用者の景牛自身は細身だがACT-ブル形態だと大柄になる。右手を烙印に変えることが可能で、烙印の文字や温度を自在に変える事が可能。後に大量の焼印を同時に操るACT-ブル2として再登場する。
ACT-スカル
人骨をモチーフとしたACTスーツ。体中をバラバラにして自在に操る力を持ち、その実力は陽虎が変身したACT-タイガーを圧倒した。
ACT-スコルピオ
蠍をモチーフとしたACTスーツ。杏の姉である桃枝が所有していたが、現在は杏が所有している。尻部に蠍の尻尾を思わせる巨大な安全ピンを武器とする。
ACT-カープ
鯉をモチーフとしたACTスーツ。右腕が鯉の口のように変形し相手の攻撃を吸収、放出し反撃する。他に鯉の鱗を相手に貼り付ける事で対象を洗脳する力も持つ。
ACT-クラン
鶴をモチーフとしたACTスーツ。腕から糸を放ち相手を拘束する技を持つ。
ACT-ジャウズ
鮫をモチーフとしたACTスーツ。ACTスーツですら喰い破る強靭な咬合力を持つ。本来は景子の物だったが後に高知が着用する。
ACT-アミタバ
阿弥陀如来をモチーフとしたACTスーツ。野火を上回る巨躯と怪力を持つ。本来は悩斬の物だったが戦いの末に金坐座が新たな持ち主となった。
ACT-ハスキー

ACT-ポラベア
北極熊をモチーフとしたACTスーツ。
ACT-エルク

ACT-シーサー・ア

ACT-シーサー・ウン

ACT-アウル
梟をモチーフとしたACTスーツ。
ACT-イーグル
鷲をモチーフとしたACTスーツ。
ACT-マイコ

ACT-ライコウ

ACT-フウハク

ACT-Gドラゴン
三つ首竜をモチーフとしたACTスーツ。両腕が竜の顔になっており、再改造を受けた益龍がこの姿に変身する。
ACT-ジパング

## 最終回について
チャンピオンでの連載は単行本2巻が発売された直後の2008年45号で終了したが、前号の44号では屠塚五人衆とex-ACTsとの5対5のバトルが始まる所で終わったにも拘らず、45号に載った最終回ではすでにそのバトルが終わった所から始まっていた。この為、45号の最終回では掲載されなかった5対5のバトルの詳細を、1ページ目のたった3行のあらすじ欄での解説で補完される異例の事態となった。
その後、2010年12月15日に発売された『悪徒-ACT- 天下編』では、最終回前に上記の3行のあらすじをさらに深掘りした書き下ろしテキストが2ページに渡り追加された。
なお最後のシーンには「第一部完」と表記されているが猪原はこれついて過去の打ち切り作品のパロディとしており第二部は描かないと発言している。

## 単行本
- 第1巻 ISBN 978-4-253-21461-2 （少年チャンピオン・コミックス 2008年8月8日発売）
- 第2巻 ISBN 978-4-253-21462-9 （少年チャンピオン・コミックス 2008年10月8日発売）
- 悪徒-ACT- 天上編 ISBN 978-4-047-26862-3（ファミ通クリアコミックス 2010年12月15日発売）※当初は11月15日発売予定であった[3]が、下巻と同時発売するため延期すると原作者がブログで告知を行った[4]。
- 悪徒-ACT- 天下編 ISBN 978-4-047-26955-2（ファミ通クリアコミックス 2010年12月15日発売）